# Pyrausta bitincta
Pyrausta bitincta là một loài bướm đêm trong họ Crambidae.